# Si j'étais le fils d'un roi
"Si j'étais le fils d'un roi" is een single van de Franse zanger Marc Aryan.

## Hitnoteringen
| Si j'étais le fils d'un roi | Si j'étais le fils d'un roi | Si j'étais le fils d'un roi | Si j'étais le fils d'un roi | Si j'étais le fils d'un roi | Si j'étais le fils d'un roi |
| Hitlijst                    | Datum van binnenkomst       | Week:                       | 1                           | 2                           |                             |
| --------------------------- | --------------------------- | --------------------------- | --------------------------- | --------------------------- | --------------------------- |
| Nederlandse Top 40          | 02-01-1965                  | Positie:                    | 14                          | 36                          | uit                         |